# Dresserus namaquensis
Dresserus namaquensis är en spindelart som beskrevs av William Frederick Purcell 1908. Dresserus namaquensis ingår i släktet Dresserus och familjen sammetsspindlar. Inga underarter finns listade i Catalogue of Life.